# Kobra (missile)
Il 9K112 Kobra (nome in codice NATO: AT-8 Songster) è un missile anticarro sovietico. Si tratta di un sistema missilistico lanciabile come munizione per il cannone da 125 mm da parte di carri armati dei tipi T-64, T-72, T-80 e T-90. Introdotto nel 1981, è in grado di perforare corazze di spessore compreso tra 445 (se piatta) a 550 mm (se inclinata). Il sistema di guida è di tipo SACLOS, che consente una precisione dell'80% su bersagli della dimensione di un carro armato. La gittata massima è di 4.000 m